# Championnat de France du scratch
Le championnat de France du scratch est l'une des épreuves au programme des championnats de France de cyclisme sur piste.

## Palmarès masculin

### Élites
| Année | Vainqueur          | Deuxième           | Troisième           |
| ----- | ------------------ | ------------------ | ------------------- |
| 2008  | Romain Sicard      | Guillaume Perrot   | Mathieu Delarozière |
| 2009  | Morgan Kneisky     | Julien Duval       | Jonathan Mouchel    |
| 2010  | Laurent Pichon     | Morgan Lamoisson   | Julien Duval        |
| 2011  | Bryan Coquard      | Morgan Lamoisson   | Vivien Brisse       |
| 2012  | Romain Guillemois  | Nicolas Janvier    | Bryan Coquard       |
| 2013  | Kévin Lesellier    | Thomas Boudat      | Vivien Brisse       |
| 2014  | Thomas Boudat      | Benjamin Thomas    | Morgan Kneisky      |
| 2015  | Kévin Réza         | Pierre Créma       | Clément Barbeau     |
| 2016  | Thomas Boudat      | Benjamin Thomas    | Morgan Lamoisson    |
| 2017  | Thomas Boudat      | Clément Davy       | Florian Maître      |
| 2018  | Thomas Boudat      | Corentin Ermenault | Adrien Garel        |
| 2019  | Corentin Ermenault | Morgan Kneisky     | Donavan Grondin     |
| 2020  | Annulé             | Annulé             | Annulé              |
| 2021  | Marc Sarreau       | Rudy Barbier       | Jean-Louis Le Ny    |
| 2022  | Nicolas Hamon      | Dorian Carreau     | Cédric Monge        |

### Juniors
| Année | Vainqueur          | Deuxième             | Troisième          |
| ----- | ------------------ | -------------------- | ------------------ |
| 2015  | Théo Nicolas       | Quentin Grolleau     | Quentin Fournier   |
| 2016  | Valentin Tabellion | Baptiste Gourguechon | Lucas Meunier      |
| 2017  | Samuel Thibaud     | Baptiste Gourguechon | Brian Leseur       |
| 2018  | Baptiste Quattrin  | Gwendal Lesage       | Hugo Guezennec     |
| 2019  | Paul Penhoët       | Nicolas Verne        | Valentin Bramoullé |
| 2020  | Annulé             | Annulé               | Annulé             |
| 2021  | Mathieu Brousse    | Baptiste Poulard     | Maxime Colin       |
| 2022  | Mathieu Dupé       | Maxence Colombe      | Antoine Capelle    |

## Palmarès féminin

### Élites
| Année | Vainqueur        | Deuxième           | Troisième          |
| ----- | ---------------- | ------------------ | ------------------ |
| 2008  | Edwige Pitel     | Sandie Clair       | Virginie Cueff     |
| 2009  | Pascale Jeuland  | Fiona Dutriaux     | Sophie Creux       |
| 2010  | Clara Sanchez    | Fiona Dutriaux     | Virginie Cueff     |
| 2011  | Clara Sanchez    | Pascale Jeuland    | Eugénie Duval      |
| 2012  | Laurie Berthon   | Pascale Jeuland    | Fiona Dutriaux     |
| 2013  | Laurie Berthon   | Roxane Fournier    | Steffi Jamoneau    |
| 2014  | Pascale Jeuland  | Élise Delzenne     | Margot Dutour      |
| 2015  | Élise Delzenne   | Fiona Dutriaux     | Margot Dutour      |
| 2016  | Roxane Fournier  | Coralie Demay      | Lucie Jounier      |
| 2017  | Coralie Demay    | Valentine Fortin   | Laurie Berthon     |
| 2018  | Coralie Demay    | Marine Cloarec     | Typhaine Laurance  |
| 2019  | Léa Dayde        | Lucie Lahaye       | Valentine Fortin   |
| 2020  | Annulé           | Annulé             | Annulé             |
| 2021  | Cindy Pomares    | Kristina Nenadovic | Océane Tessier     |
| 2022  | Bénédicte Ollier | Constance Marchand | Kristina Nenadovic |

### Juniors
| Année | Vainqueur               | Deuxième            | Troisième           |
| ----- | ----------------------- | ------------------- | ------------------- |
| 2015  | Marion Borras           | Marine Cloarec      | Chloé Fortin        |
| 2016  | Valentine Fortin        | Maëva Paret-Peintre | Lucie Jounier       |
| 2017  | Valentine Fortin        | Clara Copponi       | Maëva Paret-Peintre |
| 2018  | Clara Tanios            | Léa Dayde           | Marie Geslin        |
| 2019  | Marie-Morgane Le Deunff | Océane Georgen      | Maïtena Aguer       |
| 2020  | Annulé                  | Annulé              | Annulé              |
| 2021  | Bénédicte Ollier        | Jade Labastugue     | Aurore Pernollet    |
| 2022  | Lise Ménage             | Maurène Trégouët    | Marion Cartier      |